# Heinrich Alt
Heinrich Alt (* 21. Februar 1950 in Rascheid) ist ein deutscher Arbeitsvermittler. Er war von 2002 bis 2015 Mitglied im Vorstand der Bundesagentur für Arbeit.

## Leben
Nach seinem Abitur 1968 studierte Alt von 1970 bis 1975 Politikwissenschaft und Germanistik an der Universität Trier. Von 1977 bis 1983 war er Referent für Arbeitsmarkt- und Berufsforschung im Landesarbeitsamt Rheinland-Pfalz-Saarland. Von 1983 bis 1985 arbeitete er als Abteilungsleiter Arbeitsvermittlung im Arbeitsamt Saarlouis. Danach war er bis 1987 Abteilungsleiter Arbeitsvermittlung im Arbeitsamt Mainz. Von 1987 bis 1990 war er Referatsleiter im Landesarbeitsamt Rheinland-Pfalz-Saarland, daraufhin zwei Jahre bis 1992 Direktor des Arbeitsamtes Bad Kreuznach. Von 1992 bis 1993 arbeitete er als Referatsleiter im Ministerium für Arbeit, Soziales, Familie und Gesundheit des Landes Rheinland-Pfalz. Von 1994 bis 1998 war er Abteilungsleiter Arbeitsvermittlung und Arbeitsberatung des Landesarbeitsamtes Nord. 1998 wurde er für zwei Jahre Staatssekretär im Ministerium für Arbeit, Gesundheit und Soziales des Landes Schleswig-Holstein.
Von 2001 bis 2002 war er Vizepräsident der Bundesanstalt für Arbeit, seit April 2002 war er Mitglied im Vorstand der Bundesagentur für Arbeit. 2004 stand er in der Affäre um die explodierenden Kosten bei der Online-Jobbörse in der Kritik.
Alt verantwortete bis 2007 den Bereich der operativen Steuerung der Bundesagentur. Am 1. Februar 2007 wurden in der Zentrale der Bundesagentur für Arbeit die Vorstandsbereiche neu geordnet. Damit war Alt für die Grundsicherung (SGB II oder umgangssprachlich „Hartz IV“) verantwortlich. Seit der Umorganisation der Zentrale im Juni 2014 war Alt Vorstand für den Bereich des Arbeitsmarktes. Im Juli 2015 ging Alt in den Ruhestand. Sein Nachfolger wurde Detlef Scheele.
2015 bis 2016 war er unter dem Vorsitz von Armin Laschet Mitglied der Bosch-Expertenkommission zur Neuausrichtung der Flüchtlingspolitik.
Unter seiner Leitung entwickelte die Bundesagentur, gemeinsam mit dem Bundesamt für Migration und Flüchtlinge, dem Bayerischen Rundfunk und dem Goethe-Institut die App „Ankommen“, die sich zum Ziel gesetzt hat, neuankommende Flüchtlinge in der ersten Phase der Integration Schritt für Schritt an Leben und Sprache in Deutschland heranzuführen. Die App wurde Anfang 2016 vorgestellt.
Im Februar 2017 legte er für Friedrich-Naumann-Stiftung ein Gutachten zum Reformbedarf der Grundsicherung vor.
Ab Oktober 2017 leitete Alt im Auftrag des Berliner Senats eine Expertenkommission zur Reform der Berliner Verwaltung. Der Abschlussbericht wurde dem Regierenden Bürgermeister im Mai 2018 übergeben.
Alt unterrichtet als Lehrbeauftragter an der Hochschule der Bundesagentur für Arbeit und ist Mitglied mehrerer Aufsichtsräte.

## Kontroverse um Johannes Ponader
In einem Interview mit der Bild-Zeitung kritisierte Alt Johannes Ponader, den politischen Geschäftsführer der Piratenpartei, der sich politisch betätige und zugleich Sozialleistungen beziehe. Er sah darin eine Selbstverwirklichung „auf Kosten der Steuerzahler“. Ponader warf Alt seinerseits vor, dass dieser beim Vorsitzenden der Piratenpartei, Bernd Schlömer, angerufen habe, um zu fragen, warum die Partei Ponader kein Gehalt zahle. Das Amt des Bundesgeschäftsführers sei, so Ponader, ein Ehrenamt. Alt bestätigte gegenüber der Bild-Zeitung den Anruf. Diesen habe er aber aus „grundsätzlichem Interesse an der Piratenpartei“ getätigt und „ganz gewiss nicht wegen Herrn Ponader“. Dagegen wollte Alts Pressereferentin auf Anfrage von  stern.de, ob die ALG-II-Bezüge Ponaders im Gespräch zwischen Alt und Schlömer thematisiert worden seien, „weder bestätigen noch dementieren“. Nach Angaben des Onlinemagazins ging es allerdings „sehr wohl um Ponaders Hartz-IV-Bezüge“. In einem eigenen Beitrag für die FAZ hatte Ponader zuvor kritisiert, dass Alt das Sozialgeheimnis gebrochen habe.